# Hyundai i40
Pour les articles homonymes, voir I40.
La Hyundai i40 est un véhicule du constructeur automobile sud-coréen Hyundai commercialisé en juin 2011 en Europe. 

## Présentation

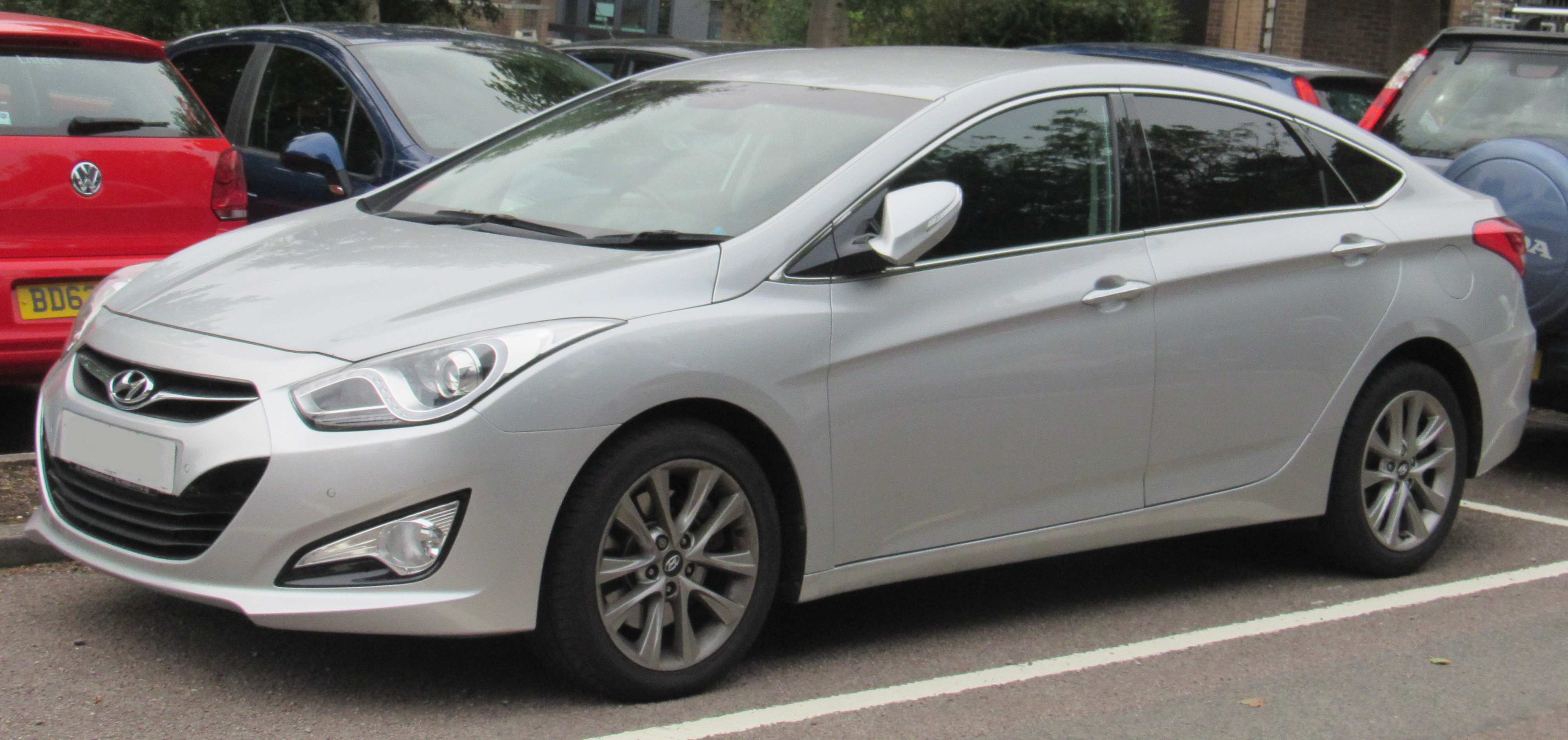
Hyundai i40 berline 4 portes

Dévoilée en version break au Salon de Genève en mars 2011, l'i40 berline fut présentée au Salon de Barcelone deux mois plus tard et est commercialisée depuis décembre 2011. Conçue en Europe, l'i40 vient remplacer la Sonata, qui poursuit sa carrière sur les autres marchés.

### Phases 2 et 3
En décembre 2014, Hyundai dévoile l'i40 phase 2. L'i40 est une nouvelle fois remaniée fin 2018, avec le lancement de la phase 3 qui adopte une nouvelle calandre, plus proche de la nouvelle identité de la marque.